# 端木正 (法官)
端木正（1920年7月17日—2006年11月28日），男，祖籍安徽，生于北京，中国法学研究者、中华人民共和国最高人民法院副院长，曾經擔任民盟广东省委常委、主委、民盟中央常委、广东省人大常委会副主任、香港特别行政区基本法起草委员会委员。

## 生平
在1930年代末期至1950年代初期，端木正分別在武汉大学政治学系、清华大学研究院法学研究所、法国巴黎大学法学院完成從學士到博士學位的課程。时任岭南大学校长的陈序经写信邀請他到廣東。
1951年，端木正回国就任岭南大学历史政治学系副教授兼代系主任，後轉至中山大学法政学系、历史学系副教授。在反右運動中，他从副教授降到图书馆资料室做资料员。在其得到正名後不久文化大革命發生，他被下放到五七干校劳动。
1977年北京大学因为师资严重不足，邀请端木正去作法国史系列讲座。商务印书馆邀请端木正给《拿破仑时代》英文版、中文版做校对。

文化大革命結束後，他回到中山大學任教歷史系與政治系。
1980年中山大学重新開辦法律系，他出任系主任。1985年被任命为香港特别行政区基本法起草委员。1987年中山大学法学研究所创办，他擔任所长。

1989年最高人民法院邀请端木正任副院长。1990年，70歲的端木正接任職位。但此後他仍往返於北京廣州之間任教於中山大學。

1991年9月端木正任中国国际法学会副会长。1993年被中国指派为设在荷兰海牙的常设仲裁法院首批4名仲裁员之一，並一直连任至逝世。

## 纪念
2007年7月，端木正塑像在中山大学正式揭幕。

端木正收藏的5,000册书和1,000多份文件，被中山大學收藏。
2010年11月，中山大學開設端木正教授藏书纪念室，以用作存放他的藏書。

## 家庭
- 女：端木美，1967年毕业于中大外语系。中国社会科学院世界历史研究所研究员，中国法国史研究会会长。[6]

## 著作
- 《世界简史》
- 《国际法》（主編）
- 《法国大革命史词典》（主編）[7]